# Siegfried Sqirrel
Siegfried Sqirrel (engl. The Secret Squirrel Show) ist eine Zeichentrickserie von William Hanna und Joseph Barbera, die erstmals 1965 in den USA ausgestrahlt wurde. 

## Inhalt
Hauptfigur ist ein Eichhörnchen, das als Geheimagent 000 tätig ist. Es trägt einen Trenchcoat und einen Hut, der so weit im Gesicht hängt, dass es nur durch zwei Augenlöcher sehen kann. Markenzeichen sind die nach den Bond-Filmen gestalteten, aber überzogenen Gadgets und der Bösewicht, gegen den das Eichhörnchen antreten muss. Außerdem steht ihm ein Gefährte mit Namen Morocco Mole zur Seite, ein Maulwurf mit Fes. Ihre Aufträge erhalten die beiden von ihrem Chef, QQ.

## Produktion und Veröffentlichung
Die Serie wurde ab 1965 von den Hanna-Barbera-Studios unter der Regie von Joseph Barbera und William Hanna produziert. Die Musik komponierte Ted Nichols. Secret Squirrel wurde in den USA 1965 zunächst als Teil der The Atom Ant/Secret Squirrel Show durch den Sender NBC ausgestrahlt. Die Sendung bestand aus halbstündigen Episoden, die in verschiedene Segmente aufgeteilt war. 1966 bekam die Secret Squirrel eine eigene Serie, in der neben Geschichten über die Namensgeber auch Filme mit „Nebenstars“ wie Squiddly Diddly gezeigt wurden. 1967 wurde die Ausstrahlung nach 39 Folgen eingestellt. 
1993 wurden weitere Folgen mit Secret Squirrel und Morocco Mole produziert, die im Rahmen der Sendung 2 Stupid Dogs bei TBS ausgestrahlt wurden. Diese Neuauflage mit dem Titel Super-Secret Secret Squirrel erreichte 13 Folgen. 
Die Serie wurde unter anderem ins Französische, Portugiesische, Italienische und Spanische übersetzt. Die deutsche Fassung wurde erstmals 1974 unter dem Titel Siegfried Squirrel durch das ZDF ausgestrahlt. 
Der deutsche Titel lautete nicht Siegfried Sqirrel, sondern "Geheimer Eichkater in Mission".

## Synchronisation
| Rolle                                   | englischer Sprecher | deutscher Sprecher |
| --------------------------------------- | ------------------- | ------------------ |
| Secret Squirrel                         | Mel Blanc           | Wolfgang Spier     |
| Squiddly Diddly, Morocco Mole, Double Q | Paul Frees          |                    |
| Chief Winchley                          | John Stephenson     |                    |